# Heizei
Imperador Heizei (平城天皇, Heizei-tennō, 25 de setembro de 773 — 5 de agosto de 824) foi o 51º Imperador do Japão, na lista tradicional de sucessão.

## Vida
O Imperador Heizei era o filho mais velho do Imperador Kammu e da Imperatriz Fujiwara no Otomuro. Reinou de 806 a 809. Antes da sua ascensão ao trono, seu nome era Ate.
- 785: Heizei foi nomeado príncipe herdeiro aos 12 anos de idade.[3]
- 9 de abril de 806: No 25 º ano do reinado do Imperador Kammu, ele morreu; e apesar de ocorrer uma disputa sobre quem deveria ser o novo soberano, pouco tempo depois, o Imperador Heizei ascende ao trono. Seu nome Heizei foi derivado do nome oficial da capital em Nara, Heizei-Kyō.[3]

Durante o reinado de Heizei, o exercito imperial foi reorganizado; o Exército Imperial existente tornou-se o Exército Imperial da Esquerda, enquanto o Exército do Oriente tornou-se o Exército Imperial da Direita. Cada um dos Exércitos tiveram um novo comandante. Heizei nomeara Sakanoue no Tamuramaro (758-811) Comandante do Exército Imperial da Direita. Mas o Imperador Kammu, já o tinha nomeado shogun em 801, numa expedição militar contra os Emishi.
- 809: Depois de um reinado de quatro anos, Heizei adoeceu; e temendo não sobreviver, abdicou em favor de seu irmão mais novo, O Príncipe Kamino que mais tarde veio a ser conhecido como Imperador Saga. Depois de abdicar, Heizei mudou-se para Nara e foi daí em diante conhecido como Nara no Mikado, o Imperador de Nara.[3]
- 18 de maio de 809: O Imperador Saga foi entronizado aos 24 anos.[3]
- 810: Em nome de Heizei, sua ambiciosa terceira esposa Kusuko (薬子), e seu irmão Nakanari organizaram uma rebelião, mas suas forças foram derrotadas. Kusuko morreu envenenada e seu irmão foi executado.[4] Heizei fez a tonsura e se tornou um Bhikkhu (monge budista).
- 05 de agosto de 824: Heizei morreu aos 51 anos, 14 anos após ter abdicado devido à doença.[3]

O Imperador Heizei é tradicionalmente venerado em um memorial no santuário xintoísta em Nara. A Agência da Casa Imperial designa este local como Mausoléu Yamamomo. E é oficialmente chamado de Yamamomo no misasagi.

## Daijō-kan
- Udaijin, Miwa-no-Ohkimi (神王), 798-806.[3]
- Udaijin, Fujiwara no Uchimaro (藤原内麿), 806-812.[3]
- Dainagon, Fujiwara no Otomo (藤原雄友), 806-807.
- Chūnagon, Fujiwara no Tadanushi.